# A kis hableány (film, 2023)
A kis hableány (eredeti cím: The Little Mermaid) 2023-ban bemutatott amerikai zenés fantasy film, amelyet Rob Marshall rendezett David Magee forgatókönyve alapján. Ez a Disney 1989-es azonos című animációs filmjének élőszereplős adaptációja, amely Hans Christian Andersen 1837-es azonos című meséjén alapul. A főbb szerepekben Halle Bailey, Jonah Hauer-King, Daveed Diggs, Awkwafina, Jacob Tremblay, Noma Dumezweni, Javier Bardem és Melissa McCarthy látható.
Az 1989-es A kis hableány remake-jének terveit 2016 májusában erősítették meg. Marshall 2017 decemberében csatlakozott a filmhez rendezőként, és a főszereplők nagy része 2019 júniusa és novembere között nyert felvételt. A forgatás elsősorban az angliai Pinewood Studiosban zajlott 2021 januárja és júliusa között.
A filmet a Walt Disney Pictures, a DeLuca Marshall és a Marc Platt Productions készítette. Az eredeti rajzfilm zenéjét szerző Alan Menken zeneszerzőként tért vissza, az új dalokban közreműködött Lin-Manuel Miranda producer is. A filmet az Egyesült Államokban 2023. május 26-án, míg Magyarországon egy nappal korábban, 2023. május 25-én mutatták be a mozikban.

## Történet
Az atlantikai Triton király lányát, Arielt teljességgel elbűvöli az emberek világa, ám a sellők számára annak felfedezése tiltott. Miután megmenti a hajótörést szenvedett Eric herceget és belé is szeret, elhatározza, hogy vele szeretne élni a víz feletti világban. Mindez egy összetűzéshez vezet édesapjával és egy összetalálkozással Ursulával, a tengeri boszorkánnyal, aki alkut ajánl neki: ha neki adja a gyönyörű hangját, lábakat kap cserébe, így esélye nyílik a felszínen élni és lenyűgözni Ericet. Azonban mindez bonyodalmakat szül az életében.

## Szereplők
| Szerep          | Színész           | Magyar hang           | Leírás |
| --------------- | ----------------- | --------------------- | --- |
| Ariel           | Halle Bailey      | Radics Gigi           | Sellőhercegnő, aki az emberek világában szeretne élni.                                                                  |
| Eric herceg     | Jonah Hauer-King  | Borbély Richárd       | Emberherceg, akibe Ariel beleszeret, miután megmenti a vízbefulladástól.                                                |
| Selina királynő | Noma Dumezweni    | Kocsis Mariann        | Eric herceg nevelőanyja.                                                                                                |
| Triton király   | Javier Bardem     | Fekete Ernő           | Ariel édesapja, Atlantika királya, Ursula fivére.                                                                       |
| Ursula          | Melissa McCarthy  | Janza Kata            | Tengeri boszorkány, Triton király nővére, aki üzletet köt Ariellel.                                                     |
| Vanessa         | Jessica Alexander | Faluvégi Fanni        | Ursula emberi alteregója.                                                                                               |
| Rosa            | Emily Coates      | Staub Viktória        | Fiatal lány, aki szobalányként dolgozik Eric kastélyában.                                                               |
| Lashana         | Martina Laird     | Horváth Lili          | Szobalány Eric kastélyában.                                                                                             |
| Grimsby         | Art Malik         | Rosta Sándor          | Eric hűséges komornyika.                                                                                                |
| Caspia          | Nathalie Sorell   | Kuna Kata             | Ariel nővérei, Triton király hat másik lánya.                                                                           |
| Indira          | Simone Ashley     | Mikecz Estilla        | Ariel nővérei, Triton király hat másik lánya.                                                                           |
| Karina          | Kajsa Mohammar    | Hám-Kereki Anna       | Ariel nővérei, Triton király hat másik lánya.                                                                           |
| Mala            | Karolina Conchet  | Magyar Viktória       | Ariel nővérei, Triton király hat másik lánya.                                                                           |
| Perla           | Lorena Andrea     | Mentes Júlia          | Ariel nővérei, Triton király hat másik lánya.                                                                           |
| Tameka          | Sienna King       | Szalkári Réka         | Ariel nővérei, Triton király hat másik lánya.                                                                           |
| Piaci árus      | Jodi Benson       | Farkasinszky Edit     | Cameoszerep, egy árus a piacon, aki összeismerkedik Ariellel. Az eredeti rajzfilmben Benson szolgáltatta Ariel hangját. |
| Szereplő        | Eredeti hang      | Magyar hang           | Leírás |
| Sebastian       | Daveed Diggs      | Pál Tamás             | Rövidfarkú rák, Triton király főtanácsosa és udvari zeneszerzője.                                                       |
| Ficánka         | Jacob Tremblay    | Holló-Zsadányi Norman | A félénk trópusi hal, Ariel legjobb barátja.                                                                            |
| Hablaty         | Awkwafina         | Sági Tímea            | A bolondos szula, Ariel jóbarátja a felszíni világból.                                                                  |

### Magyar változat
- Magyar szöveg: Boros Karina
- Dalszöveg: Nádasi Veronika és Csörögi István
- Hangmérnök: Bogdán Gergő
- Vágó: Kránitz Bence
- Gyártásvezető: Bogdán Anikó
- Zenei rendező: Posta Victor
- Szinkronrendező: Dobay Brigitta
- Produkciós vezető: Máhr Rita

A szinkront a Disney Character Voices International megbízásából az SDI Media Hungary készítette.

## A film készítése
2016 májusában a Walt Disney Pictures megkezdte Hans Christian Andersen A kis hableány című meséjének élőszereplős adaptációjának fejlesztését. Három hónappal később Lin-Manuel Miranda és Marc Platt leszerződött a film producereként, amelyről megerősítették, hogy a Disney 1989-es, azonos című animációs filmjének remake-je lesz. 2017. december 6-án bejelentették, hogy a Walt Disney Company Rob Marshallt szeretné a film rendezésére, míg Jane Goldman lesz a forgatókönyvíró. 2018. december 5-én Marshall elárulta, hogy John DeLucával és Marc Platt-tel együtt őt is felvették, hogy elkezdjék a projekt filmadaptáció fejlesztését. Később, decemberben Marshallt hivatalosan is felvették a film rendezőjének. 2018. december 21-én egy interjú során Marshall elárulta, hogy a film a fejlesztés nagyon korai fázisában van, és kijelentette, hogy a stúdió megpróbálja feltárni, hogyan lehetne az eredeti film történetét élőszereplősre átültetni. 2019. július 3-án kiderült, hogy David Magee, aki korábban Marshall Mary Poppins visszatér című filmjének forgatókönyvét írta, Goldmannel együtt írta a forgatókönyvet.

### Forgatás
A forgatás eredetileg 2020 március vége és április eleje között kezdődött volna Londonban, azonban a koronavírus világjárvány miatt elhalasztották. Az angliai Pinewood stúdióban készült forgatási fotók néhány héttel a forgatás leállítása után kiszivárogtak, és olyan légi felvételeket mutattak, amelyeken Eric herceg hajója látható, valamint olyan beltéri képeket, amelyek a kastélyának tűnnek. 2020. július 29-én egy közösségi média poszt alapján Jacob Tremblay elkezdte tanulni a szövegét a filmhez. 2020. augusztus 10-én a tervek szerint újraindult volna a forgatás. A forgatás hivatalosan 2021. január 30-án kezdődött az angliai Iverben található Pinewood stúdióban. Április 6-án bejelentették, hogy nyáron további forgatásokra kerül sor az olaszországi Szardínián, összesen „nagyjából három hónapig”. 2021 júniusában a gyártást ideiglenesen leállították, mivel a film stábjának több tagja elkapta a COVID-19-et. A forgatás körülbelül egy héttel később folytatódott, és hivatalosan 2021. július 11-én fejeződött be.

## Fordítás
- Ez a szócikk részben vagy egészben  a   The Little Mermaid (2023 film) című angol Wikipédia-szócikk ezen változatának fordításán alapul.  Az eredeti cikk szerkesztőit annak laptörténete sorolja fel. Ez a jelzés csupán a megfogalmazás eredetét és a szerzői jogokat jelzi, nem szolgál a cikkben szereplő információk forrásmegjelöléseként.